# Swatantra-Partei

Parteiflagge der Swatantra-Partei

Die Swatantra-Partei (Sanskrit svatantra "frei, selbständig, unabhängig", Hindi स्वतंत्र पार्टी, englisch Swatantra Party) war in den Jahren 1959–1974 eine politische Oppositionspartei des liberal-konservativen rechten Spektrums in Indien.

## Gründung, Wahlerfolge, politisches Programm
Swatantra wurde am 4. Juni 1959 als Abspaltung der regierenden Kongresspartei gegründet. Politiker C. Rajagopalachari (1878–1972), langjähriger Mitarbeiter Mohandas K. Gandhis und erster indischer Generalgouverneur, sowie N. G. Ranga (1900–1965) und M. R. Masani (1905–1998), die die konservativen Hindus um Rajagopalachari, das liberale Bürgertum Masanis und den agrarischen Flügel der Bewegung von Ranga repräsentierten, riefen die Partei ins Leben. Von Seiten der früheren Administration Britisch-Indiens stieß der Konstrukteur des indischen Einheitsstaates, V. P. Menon, hinzu.
Als Koalition aus städtischem Big Business, ländlicher Aristokratie und Grundbesitz gelang es ihr in den Wahlen von 1962, 1967 und 1971/2 trotz des Mehrheitswahlrechts, das die kleineren Gruppierungen benachteiligte, 18 bzw. 44 und 8 Sitze im indischen Unterhaus (Lok Sabha) zu erringen und damit zeitweise zur zweitstärksten Kraft nach der Kongresspartei zu werden. Auch in den Bundesstaaten Bihar, Rajasthan, Gujarat und Orissa wurde sie bei den gleichzeitig stattfindenden Wahlen zur wichtigsten Oppositionspartei.
Swatantra war damit im Höhepunkt ihrer Aktivität die führende säkulare Partei der rechten Opposition, die über ein schlüssiges Gesamtprogramm gegen den von Nehru eingeleiteten sozialistischen Kurs der Kongresspartei und der von ihr gestellten Regierung verfügte.

## Marktwirtschaft contra Staatssozialismus
Swatantra widersetzte sich der zunehmenden Zentralplanung und den Fünfjahresplänen nach sowjetischem Vorbild, der Nationalisierung von Schlüsselindustrien, der Doktrin der Bündnisfreiheit, der Monopolisierung und Abschottung bestimmter Einfuhren zum Zweck der Autarkie (Licence-permit Raj) und der Kollektivierung der Landwirtschaft, wie sie vom Kongresspartei-Beschluss von Avadi 1955 gefordert wurde. Sie befürwortete Investitionen aus dem Westen und betonte, dass ihr Parteiprogramm auf dem Godesberger Programm der SPD beruhe. Nach europäischem Verständnis war Swatantra in Programm und Personal dagegen eher dem liberal-demokratischen Spektrum zuzuordnen. Im Bereich der Außen- und Sozialpolitik blieb ihr Programm unscharf.
Durch ihre Wahlerfolge bedrängt, lenkte Nehru, vor allem in der Frage der Landreform, ein und korrigierte den Linksdrall der Kongresspartei.

## "Fürstenpartei" und Niedergang
In den folgenden Jahren galt Swatantra zunehmend als Lobby der Fürsten und der Industriellen, obwohl die Partei weniger personelle und finanzielle Unterstützung von dieser Seite erhielt als die Kongresspartei selbst; ihr teilweise erdrutschartiger Erfolg – das Mehrheitswahlrecht ließ ihren wirklichen Stimmenanteil kleiner erscheinen, als er wirklich war – führte jedoch 1970/71 ironischerweise dazu, dass die übermächtige Regierungspartei als Retourkutsche die in der Verfassung verankerten Fürstenprivilegien beseitigte und während der Zeit des Ausnahmezustandes 1975 bis 1977, d. h. der Notstandsregierung Indira Gandhis die Parlamentsmitglieder von Swatantra verhaften ließ; selbst dann noch setzte sich Swatantra gegenüber der allmächtigen Ministerpräsidentin gegen die Nationalisierung der Banken ein.
Nach dem Tod ihres Gründers und Leiters Rajagopalachari im Alter von 94 Jahren (1972) ging die Partei 1974 aus Finanzschwäche – eine angemessene staatliche Parteienfinanzierung stand stets auf ihrer Agenda – sowie aufgrund von Organisations- und Personalmängeln in einer Mehrparteiengruppierung auf (Bharatiya Lok Dal, BLD). Sie galt zwar bis zum Schluss als Hort hoher moralischer und intellektueller Standards, es fehlte ihr jedoch an Attraktivität für die Masse der Wähler. Ihre Koalitionspolitik auf Landesebene, z. B. mit der militant-nationalistischen Jana Sangh oder der offen kommunalistischen Hindu Mahasabha, ließ zeitweise Zweifel am Kurs der Partei aufkommen.

## Wahlergebnisse
Die folgende Tabelle zeigt die Wahlergebnisse (gewonnene Mandate) bei den gesamtindischen Parlamentswahlen.
| Jahr | Wahl                    | Stimmen- anteil | Parlaments- sitze |
| ---- | ----------------------- | --------------- | ----------------- |
| 1962 | Wahl zur Lok Sabha 1962 | 7,89 %          | 18/494            |
| 1967 | Wahl zur Lok Sabha 1967 | 8,67 %          | 44/520            |
| 1971 | Wahl zur Lok Sabha 1971 | 3,07 %          | 8/518             |